# Alex Vanopslagh
Alex Dominique Kristensen Vanopslagh (Épernay, Francia, 17 de octubre de 1991) es un político danés. Es miembro del Folketing y líder del partido Alianza Liberal. También presidió la organización juvenil de su partido, la Juventud de la Alianza Liberal.

## Vida personal y educación
Alex Vanopslagh se mudó a Dinamarca cuando tenía cinco años y creció en Struer. En 2009 se mudó a Herning y en 2011 completó la escuela secundaria. Originalmente quería ser periodista, pero reprobó el examen de ingreso a la Escuela Danesa de Medios y Periodismo en Aarhus después de tomar el autobús equivocado. Obtuvo una licenciatura en ciencias políticas de la Universidad del Sur de Dinamarca en Odense y una maestría de la Universidad de Copenhague en 2016.

## Carrera política
En 2014, fue elegido líder de Juventud de la Alianza Liberal, sucediendo a Rasmus Brygger. Fue reelegido en 2015 y no se presentó a la reelección en 2016.
En otoño de 2016, fue seleccionado como el candidato principal de la Alianza Liberal para las elecciones municipales de Copenhague de 2017 y ganó un escaño en el Consejo Municipal de Copenhague con 3.563 votos.
En las elecciones generales de 2019, Vanopslagh ganó un escaño en el Folketing. La elección fue catastrófica para la Alianza Liberal, que perdió nueve de trece escaños y su líder Anders Samuelsen no logró ser reelegido. Tras la derrota, Samuelsen renunció como líder del partido y fue sucedido por Vanopslagh.